# Östtyskland i olympiska sommarspelen 1976
Östtyskland deltog i de olympiska sommarspelen 1976 med en trupp bestående av 267 deltagare, 154 män och 113 kvinnor, vilka deltog i 139 tävlingar i 17 sporter. Landet slutade på andra plats i medaljligan, med 40 guldmedaljer och 90 medaljer totalt.

## Medaljer
| Medalj | Namn | Sport         | Gren                            |
| ------ | --- | ------------- | ------------------------------- |
| 1      | Jochen Bachfeld | Boxning       | Weltervikt                      |
| 1      | Klaus-Jürgen Grünke | Cykling       | Herrarnas tempolopp             |
| 1      | Östtysklands herrlandslag i fotboll | Fotboll       | Herrarnas turnering             |
| 1      | Bärbel Eckert | Friidrott     | Damernas 200 meter              |
| 1      | Johanna Schaller | Friidrott     | Damernas 100 meter häck         |
| 1      | Marlies Oelsner Renate Stecher Carla Bodendorf Bärbel Eckert                                                                                           | Friidrott     | Damernas 4 x 100 meter stafett  |
| 1      | Doris Maletzki Brigitte Rohde Ellen Streidt Christina Brehmer                                                                                          | Friidrott     | Damernas 4 x 400 meter stafett  |
| 1      | Angela Voigt | Friidrott     | Damernas längdhopp              |
| 1      | Rosemarie Ackermann | Friidrott     | Damernas höjdhopp               |
| 1      | Evelin Schlaak | Friidrott     | Damernas diskuskastning         |
| 1      | Ruth Fuchs | Friidrott     | Damernas spjutkastning          |
| 1      | Siegrun Siegl | Friidrott     | Damernas femkamp                |
| 1      | Waldemar Cierpinski | Friidrott     | Herrarnas maraton               |
| 1      | Udo Beyer | Friidrott     | Herrarnas kulstötning           |
| 1      | Carola Zirzow | Kanotsport    | Damernas K-1 500 meter          |
| 1      | Rüdiger Helm | Kanotsport    | Herrarnas K-1 1000 meter        |
| 1      | Joachim Mattern Bernd Olbricht | Kanotsport    | Herrarnas K-2 500 meter         |
| 1      | Christine Scheiblich | Rodd          | Damernas singelsculler          |
| 1      | Roswietha Zobelt Jutta Lau Viola Poley Anke Borchmann Liane Buhr                                                                                       | Rodd          | Damernas fyrsculler             |
| 1      | Karin Metze Bianka Schwede Gabriele Lohs Andrea Kurth Sabine Heß                                                                                       | Rodd          | Damernas fyra                   |
| 1      | Viola Goretzki Christiane Knetsch-Köpke Ilona Richter Brigitte Ahrenholz Monika Kallies Henrietta Ebert Helma Lehmann Irina Müller Marina Wilke        | Rodd          | Damernas åtta                   |
| 1      | Wolfgang Güldenpfennig Rüdiger Reiche Karl-Heinz Bußert Michael Wolfgramm                                                                              | Rodd          | Herrarnas fyrsculler            |
| 1      | Bernd Landvoigt Jörg Landvoigt | Rodd          | Herrarnas tvåa utan styrman     |
| 1      | Harald Jährling Friedrich-Wilhelm Ulrich Georg Spohr                                                                                                   | Rodd          | Herrarnas tvåa med styrman      |
| 1      | Siegfried Brietzke Andreas Decker Stefan Semmler Wolfgang Mager                                                                                        | Rodd          | Herrarnas fyra utan styrman     |
| 1      | Bernd Baumgart Gottfried Döhn Werner Klatt Hans-Joachim Lück Dieter Wendisch Roland Kostulski Ulrich Karnatz Karl-Heinz Prudöhl Karl-Heinz Danielowski | Rodd          | Herrarnas åtta                  |
| 1      | Jochen Schümann | Segling       | Finnjolle                       |
| 1      | Kornelia Ender | Simning       | Damernas 100 m frisim           |
| 1      | Kornelia Ender | Simning       | Damernas 200 m frisim           |
| 1      | Petra Thümer | Simning       | Damernas 400 m frisim           |
| 1      | Petra Thümer | Simning       | Damernas 800 m frisim           |
| 1      | Ulrike Richter | Simning       | Damernas 100 m ryggsim          |
| 1      | Ulrike Richter | Simning       | Damernas 200 m ryggsim          |
| 1      | Hannelore Anke | Simning       | Damernas 100 m bröstsim         |
| 1      | Kornelia Ender | Simning       | Damernas 100 m fjäril           |
| 1      | Andrea Pollack | Simning       | Damernas 200 m fjäril           |
| 1      | Ulrike Tauber | Simning       | Damernas 400 m medley           |
| 1      | Ulrike Richter Hannelore Anke Kornelia Ender Andrea Pollack                                                                                            | Simning       | Damernas 4 x 100 m medley       |
| 1      | Uwe Potteck | Skytte        | Fripistol                       |
| 1      | Norbert Klaar | Skytte        | Snabbpistol                     |
| 2      | Richard Nowakowski | Boxning       | Fjädervikt                      |
| 2      | Hans-Dieter Brüchert | Brottning     | Bantamvikt, fristil             |
| 2      | Renate Stecher | Friidrott     | Damernas 100 meter              |
| 2      | Christina Brehmer | Friidrott     | Damernas 400 meter              |
| 2      | Gunhild Hoffmeister | Friidrott     | Damernas 1 500 meter            |
| 2      | Christine Laser | Friidrott     | Damernas femkamp                |
| 2      | Manfred Kokot Jörg Pfeifer Klaus-Dieter Kurrat Alexander Thieme                                                                                        | Friidrott     | Herrarnas 4 x 100 meter stafett |
| 2      | Hans Reimann | Friidrott     | Herrarnas 20 kilometer gång     |
| 2      | Wolfgang Schmidt | Friidrott     | Herrarnas diskuskastning        |
| 2      | Carola Dombeck | Gymnastik     | Damernas hopp                   |
| 2      | Östtysklands damlandslag i handboll | Handboll      | Damernas turnering              |
| 2      | Joachim Mattern Bernd Olbricht | Kanotsport    | Herrarnas K-2 1000 meter        |
| 2      | Sabine Jahn Petra Boesler | Rodd          | Damernas dubbelsculler          |
| 2      | Angelika Noack Sabine Dähne | Rodd          | Damernas tvåa utan styrman      |
| 2      | Andreas Schulz Rüdiger Kunze Walter Dießner Ullrich Dießner Johannes Thomas                                                                            | Rodd          | Herrarnas fyra med styrman      |
| 2      | Christa Köhler | Simhopp       | Damernas svikt                  |
| 2      | Petra Priemer | Simning       | Damernas 100 m frisim           |
| 2      | Birgit Treiber | Simning       | Damernas 100 m ryggsim          |
| 2      | Birgit Treiber | Simning       | Damernas 200 m ryggsim          |
| 2      | Andrea Pollack | Simning       | Damernas 100 m fjäril           |
| 2      | Ulrike Tauber | Simning       | Damernas 200 m fjäril           |
| 2      | Petra Priemer Kornelia Ender Claudia Hempel Andrea Pollack                                                                                             | Simning       | Damernas 4 x 100 m frisim       |
| 2      | Harald Vollmar | Skytte        | Fripistol                       |
| 2      | Jürgen Wiefel | Skytte        | Snabbpistol                     |
| 2      | Gerd Bonk | Tyngdlyftning | Herrarnas +110 kg               |
| 3      | Heinz-Helmut Wehling | Brottning     | Lättvikt, grekisk-romersk stil  |
| 3      | Thomas Huschke | Cykling       | Herrarnas förföljelse           |
| 3      | Jürgen Geschke | Cykling       | Herrarnas sprint                |
| 3      | Renate Stecher | Friidrott     | Damernas 200 meter              |
| 3      | Ellen Streidt | Friidrott     | Damernas 400 meter              |
| 3      | Elfi Zinn | Friidrott     | Damernas 800 meter              |
| 3      | Ulrike Klapezynski | Friidrott     | Damernas 1 500 meter            |
| 3      | Gabriele Hinzmann | Friidrott     | Damernas diskuskastning         |
| 3      | Burglinde Pollak | Friidrott     | Damernas femkamp                |
| 3      | Frank Baumgartl | Friidrott     | Herrarnas 3 000 meter hinder    |
| 3      | Peter Frenkel | Friidrott     | Herrarnas 20 kilometer gång     |
| 3      | Frank Wartenberg | Friidrott     | Herrarnas längdhopp             |
| 3      | Carola Dombeck Gitta Escher Kerstin Gerschau Angelika Hellmann Marion Kische Steffi Kraker                                                             | Gymnastik     | Damernas lagmångkamp            |
| 3      | Roland Brückner Rainer Hanschke Bernd Jäger Wolfgang Klotz Lutz Mack Michael Nikolay                                                                   | Gymnastik     | Herrarnas lagmångkamp           |
| 3      | Michael Nikolay | Gymnastik     | Herrarnas bygelhäst             |
| 3      | Bärbel Köster Carola Zirzow | Kanotsport    | Damernas K-2 500 meter          |
| 3      | Rüdiger Helm | Kanotsport    | Herrarnas K-1 500 meter         |
| 3      | Frank-Peter Bischof Bernd Duvigneau Rüdiger Helm Jürgen Lehnert                                                                                        | Kanotsport    | Herrarnas K-4 1000 meter        |
| 3      | Joachim Dreifke | Rodd          | Herrarnas singelsculler         |
| 3      | Jurgen Bertow Hans Ulrich Schmied | Rodd          | Herrarnas dubbelsculler         |
| 3      | Dieter Below Michael Zachries Olaf Engelhardt | Segling       | Soling                          |
| 3      | Rosemarie Gabriel | Simning       | Damernas 200 m fjäril           |
| 3      | Roland Matthes | Simning       | Herrarnas 100 m ryggsim         |
| 3      | Peter Wenzel | Tyngdlyftning | Herrarnas 75 kg                 |
| 3      | Helmut Losch | Tyngdlyftning | Herrarnas +110 kg               |

## Boxning
Lätt flugvikt
- Dietmar Geilich
  1. Första omgången — Bye
  2. Andra omgången — Förlorade mot Armando Guevara (VEN), 0:5

## Cykling
Herrarnas linjelopp
- Karl-Dietrich Diers — 4:49:01 (→ 16:e plats)
- Gerhard Lauke — fullföljde inte (→ ingen placering)
- Hans-Joachim Hartnick — fullföljde inte (→ ingen placering)
- Siegbert Schmeisser — fullföljde inte (→ ingen placering)

Herrarnas lagtempo
- Hans-Joachim Hartnick
- Karl-Dietrich Diers
- Gerhard Lauke
- Michael Schiffner

Herrarnas sprint
- Jürgen Geschke —  Brons

Herrarnas tempolopp
- Klaus-Jürgen Grünke — 1:05.927 (→  Guld)

Herrarnas förföljelse
- Thomas Huschke —  Brons

Herrarnas lagförföljelse
- Norbert Dürpisch
- Thomas Huschke
- Uwe Unterwalder
- Matthias Wiegand

## Fotboll
Herrar
Gruppspel
| Nr | Lag         | S | V | O | F | GM | IM | MS | P |
| -- | ----------- | - | - | - | - | -- | -- | -- | - |
| 1  | Brasilien   | 2 | 1 | 1 | 0 | 2  | 1  | +1 | 3 |
| 2  | Östtyskland | 2 | 1 | 1 | 0 | 1  | 0  | +1 | 3 |
| 3  | Spanien     | 2 | 0 | 0 | 2 | 1  | 3  | −2 | 0 |
| 4  | Nigeria     | 0 | 0 | 0 | 0 | 0  | 0  | 0  | 0 |

Nigeria drog sig ur
Slutspel
|  | Kvartsfinal               | Kvartsfinal            |                         |   | Semifinal               | Semifinal               |   |  | Final | Final |
|  |                           |                        |                         |   |                         |                         |   |  |       |       |
|  | 25 juli 1976 - Ottawa     |                        |                         |   |                         |                         |   |  |       |       |
|  |                           |                        |                         |   |                         |                         |   |  |       |       |
|  | Östtyskland               | 4                      |                         |   |                         |                         |   |  |       |       |
|  | Östtyskland               | 4                      | 27 juli 1976 - Montreal |   |                         |                         |   |  |       |       |
|  | Frankrike                 | 0                      |                         |   |                         |                         |   |  |       |       |
|  | Frankrike                 | 0                      | Östtyskland             | 2 |                         |                         |   |  |       |       |
|  | 25 juli 1976 - Sherbrooke |                        | Östtyskland             | 2 |                         |                         |   |  |       |       |
|  |                           | Sovjetunionen          | 1                       |   |                         |                         |   |  |       |       |
|  | Sovjetunionen             | Sovjetunionen          | 1                       | 2 |                         |                         |   |  |       |       |
|  | Sovjetunionen             |                        | 31 juli 1976 - Montreal | 2 |                         |                         |   |  |       |       |
|  | Iran                      | 1                      |                         |   |                         |                         |   |  |       |       |
|  | Iran                      | 1                      | Östtyskland             | 3 |                         |                         |   |  |       |       |
|  | 25 juli 1976 - Toronto    |                        | Östtyskland             | 3 |                         |                         |   |  |       |       |
|  |                           | Polen                  | 1                       |   |                         |                         |   |  |       |       |
|  | Brasilien                 | Polen                  | 1                       | 4 |                         |                         |   |  |       |       |
|  | Brasilien                 | 27 juli 1976 - Toronto |                         | 4 |                         |                         |   |  |       |       |
|  | Israel                    | 1                      |                         |   |                         |                         |   |  |       |       |
|  | Israel                    | 1                      | Polen                   | 2 | Bronsmatch              | Bronsmatch              |   |  |       |       |
|  | 25 juli 1976 - Montreal   |                        | Polen                   | 2 | Bronsmatch              | Bronsmatch              |   |  |       |       |
|  |                           | Brasilien              | 0                       |   | 29 juli 1976 - Montreal | 29 juli 1976 - Montreal |   |  |       |       |
|  | Polen                     | Brasilien              | 0                       | 5 | 29 juli 1976 - Montreal | 29 juli 1976 - Montreal |   |  |       |       |
|  | Polen                     |                        |                         |   |                         | Sovjetunionen           | 2 |  |       |       |
|  | Nordkorea                 | 0                      |                         |   |                         | Sovjetunionen           | 2 |  |       |       |
|  | Nordkorea                 | 0                      | Brasilien               | 0 |                         |                         |   |  |       |       |
|  |                           |                        | Brasilien               | 0 |                         |                         |   |  |       |       |

## Friidrott

### Damer
Bana och väg
| Idrottare                                                     | Gren       | Heat     | Heat      | Kvartsfinal      | Kvartsfinal      | Semifinal        | Semifinal        | Final            | Final            |
| Idrottare                                                     | Gren       | Resultat | Placering | Resultat         | Placering        | Resultat         | Placering        | Resultat         | Placering        |
| ------------------------------------------------------------- | ---------- | -------- | --------- | ---------------- | ---------------- | ---------------- | ---------------- | ---------------- | ---------------- |
| Renate Stecher                                                | 100 m      | 11.21    | 2 Q       | 11.22            | 1 Q              | 11.10            | 1 Q              | 11.13            | 2                |
| Marlies Oelsner                                               | 100 m      | 11.36    | 1 Q       | 11.27            | 2 Q              | 11.29            | 4 Q              | 11.34            | 8                |
| Martina Blos                                                  | 100 m      | 11.70    | 6         | Gick inte vidare | Gick inte vidare | Gick inte vidare | Gick inte vidare | Gick inte vidare | Gick inte vidare |
| Bärbel Eckert                                                 | 200 m      | 23.78    | 1 Q       | 22.85            | 1 Q              | 22.71            | 1 Q              | 22.37            | 1                |
| Renate Stecher                                                | 200 m      | 22.75    | 1 Q       | 23.04            | 1 Q              | 22.68            | 1 Q              | 22.47            | 3                |
| Carla Bodendorf                                               | 200 m      | 22.98    | 1 Q       | 23.20            | 1 Q              | 22.84            | 2 Q              | 22.64            | 4                |
| Christina Brehmer                                             | 400 m      | 52.45    | 1 Q       | 51.67            | 2 Q              | 50.86            | 2 Q              | 50.51            | 2                |
| Ellen Streidt                                                 | 400 m      | 52.56    | 1 Q       | 51.33            | 2 Q              | 50.51            | 2 Q              | 50.55            | 3                |
| Marita Koch                                                   | 400 m      | 52.78    | 3 Q       | 51.87            | 3 Q              | DNS              | DNS              | Gick inte vidare | Gick inte vidare |
| Elfi Zinn                                                     | 800 m      | 2:01.54  | 1 Q       | i.u.             | i.u.             | 1:57.56          | 3 Q              | 1:55.60          | 3                |
| Anita Weiß                                                    | 800 m      | 2:00.48  | 1 Q       | i.u.             | i.u.             | 1:56.53          | 1 Q              | 1:55.74          | 4                |
| Doris Gluth                                                   | 800 m      | 2:00.70  | 3 Q       | i.u.             | i.u.             | 1:59.32          | 4 Q              | 1:58.99          | 7                |
| Gunhild Hoffmeister                                           | 1 500 m    | 4:08.23  | 2 Q       | i.u.             | i.u.             | 4:02.45          | 4 Q              | 4:06.02          | 2                |
| Ulrike Klapezynski                                            | 1 500 m    | 4:11.62  | 1 Q       | i.u.             | i.u.             | 4:02.13          | 1 Q              | 4:06.09          | 3                |
| Christiane Wartenberg                                         | 1 500 m    | 4:07.13  | 2 Q       | i.u.             | i.u.             | 4:08.28          | 8                | Gick inte vidare | Gick inte vidare |
| Johanna Schaller                                              | 100 m häck | 13.02    | 2 Q       | i.u.             | i.u.             | 12.93            | 1 Q              | 12.77            | 1                |
| Gudrun Berend                                                 | 100 m häck | 13.03    | 1 Q       | i.u.             | i.u.             | 12.96            | 2 Q              | 12.82            | 4                |
| Annelie Ehrhardt                                              | 100 m häck | 13.49    | 3 Q       | i.u.             | i.u.             | 13.71            | 5                | Gick inte vidare | Gick inte vidare |
| Marlies Oelsner Renate Stecher Carla Bodendorf Bärbel Eckert  | 4 x 100 m  | 43.00    | 1 Q       | i.u.             | i.u.             | i.u.             | i.u.             | 42.55            | 1                |
| Doris Maletzki Brigitte Rohde Ellen Streidt Christina Brehmer | 4 x 400 m  | 3:23.38  | 1 Q       | i.u.             | i.u.             | i.u.             | i.u.             | 3:19.23          | 1                |

Fältgrenar
| Idrottare           | Gren           | Kval  | Kval      | Final            | Final            |
| Idrottare           | Gren           | Längd | Placering | Längd            | Placering        |
| ------------------- | -------------- | ----- | --------- | ---------------- | ---------------- |
| Rosemarie Ackermann | Höjdhopp       | 1.80  | 15 Q      | 1.93             | 1                |
| Rita Schmidt-Kirst  | Höjdhopp       | 1.78  | 22        | Gick inte vidare | Gick inte vidare |
| Angela Voigt        | Längdhopp      | 6.44  | 2 Q       | 6.72             | 1                |
| Siegrun Siegl       | Längdhopp      | 6.42  | 4 Q       | 6.59             | 4                |
| Heidemarie Wycisk   | Längdhopp      | 6.42  | 5 Q       | 6.39             | 7                |
| Marianne Adam       | Kulstötning    | i.u.  | i.u.      | 20.55            | 4                |
| Ilona Slupianek     | Kulstötning    | i.u.  | i.u.      | 20.54            | 5                |
| Margitta Droese     | Kulstötning    | i.u.  | i.u.      | 19.79            | 6                |
| Evelin Schlaak      | Diskuskastning | 61.86 | 4 Q       | 69.00            | 1                |
| Gabriele Hinzmann   | Diskuskastning | 65.12 | 1 Q       | 66.84            | 3                |
| Sabine Engel        | Diskuskastning | 56.94 | 11 Q      | 65.88            | 5                |
| Ruth Fuchs          | Spjutkastning  | 62.46 | 2 Q       | 65.94            | 1                |
| Jacqueline Todten   | Spjutkastning  | 60.70 | 5 Q       | 63.84            | 4                |
| Sabine Sebrowski    | Spjutkastning  | 55.42 | 11 Q      | 63.08            | 5                |

Kombinerade grenar – femkamp
| Idrottare        | Gren     | 100H  | SP    | HJ   | LJ   | 200 m | Final | Placering |
| ---------------- | -------- | ----- | ----- | ---- | ---- | ----- | ----- | --------- |
| Siegrun Siegl    | Resultat | 13.31 | 12.92 | 1.74 | 6.49 | 23.09 | 4745  | 1         |
| Siegrun Siegl    | Poäng    | 957   | 775   | 974  | 1012 | 1027  | 4745  | 1         |
| Christine Laser  | Resultat | 13.55 | 14.29 | 1.78 | 6.27 | 23.48 | 4745  | 2         |
| Christine Laser  | Poäng    | 925   | 855   | 1012 | 965  | 988   | 4745  | 2         |
| Burglinde Pollak | Resultat | 13.30 | 16.25 | 1.64 | 6.30 | 23.64 | 4740  | 3         |
| Burglinde Pollak | Poäng    | 959   | 963   | 875  | 971  | 972   | 4740  | 3         |

### Herrar
Bana och väg
| Idrottare                                                       | Gren           | Heat     | Heat      | Kvartsfinal | Kvartsfinal | Semifinal | Semifinal | Final            | Final            |
| Idrottare                                                       | Gren           | Resultat | Placering | Resultat    | Placering   | Resultat  | Placering | Resultat         | Placering        |
| --------------------------------------------------------------- | -------------- | -------- | --------- | ----------- | ----------- | --------- | --------- | ---------------- | ---------------- |
| Klaus-Dieter Kurrat                                             | 100 m          | 10.37    | 1 Q       | 10.29       | 2 Q         | 10.30     | 3 Q       | 10.31            | 7                |
| Alexander Thieme                                                | 100 m          | 10.64    | 2 Q       | 10.50       | 3 Q         | 10.50     | 8         | Gick inte vidare | Gick inte vidare |
| Waldemar Cierpinski                                             | Maraton        | i.u.     | i.u.      | i.u.        | i.u.        | i.u.      | i.u.      | 2:09:55.0        | 1                |
| Thomas Munkelt                                                  | 110 m häck     | 13.69    | 1 Q       | i.u.        | i.u.        | 13.48     | 2 Q       | 13.44            | 5                |
| Frank Siebeck                                                   | 110 m häck     | 14.01    | 5 Q       | i.u.        | i.u.        | 13.74     | 5         | Gick inte vidare | Gick inte vidare |
| Frank Baumgartl                                                 | 3 000 m hinder | 8:21.25  | 2 Q       | i.u.        | i.u.        | i.u.      | i.u.      | 8:10.36          | 3                |
| Manfred Kokot Jörg Pfeifer Klaus-Dieter Kurrat Alexander Thieme | 4 x 100 m      | 39.42    | 1 Q       | i.u.        | i.u.        | 39.43     | 3 Q       | 38.66            | 2                |
| Hans-Georg Reimann                                              | 20 km gång     | i.u.     | i.u.      | i.u.        | i.u.        | i.u.      | i.u.      | 1-25:13.8        | 2                |
| Peter Frenkel                                                   | 20 km gång     | i.u.     | i.u.      | i.u.        | i.u.        | i.u.      | i.u.      | 1-25:29.4        | 3                |
| Karl-Heinz Stadtmüller                                          | 20 km gång     | i.u.     | i.u.      | i.u.        | i.u.        | i.u.      | i.u.      | 1-26:50.6        | 4                |

Fältgrenar
| Idrottare                | Gren           | Kval  | Kval      | Final            | Final            |
| Idrottare                | Gren           | Längd | Placering | Längd            | Placering        |
| ------------------------ | -------------- | ----- | --------- | ---------------- | ---------------- |
| Frank Wartenberg         | Längdhopp      | 7.89  | 5 Q       | 8.02             | 3                |
| Rolf Beilschmidt         | Höjdhopp       | 2.16  | 5 Q       | 2.18             | 7                |
| Henry Lauterbach         | Höjdhopp       | 2.13  | 20        | Gick inte vidare | Gick inte vidare |
| Udo Beyer                | Kulstötning    | 19.69 | 9 Q       | 21.05            | 1                |
| Hans-Peter Gies          | Kulstötning    | 20.52 | 2 Q       | 20.47            | 5                |
| Heinz-Joachim Rothenburg | Kulstötning    | 19.92 | 5 Q       | 19.79            | 10               |
| Wolfgang Schmidt         | Diskuskastning | 63.14 | 3 Q       | 66.22            | 2                |
| Norbert Thiede           | Diskuskastning | 61.14 | 11 Q      | 64.30            | 4                |
| Siegfried Pachale        | Diskuskastning | 60.64 | 13 Q      | 64.24            | 5                |
| Jochen Sachse            | Släggkastning  | 70.64 | 8 Q       | 74.30            | 6                |
| Manfred Seidel           | Släggkastning  | 70.84 | 4 Q       | 70.02            | 10               |

Kombinerade grenar – tiokamp
| Idrottare       | Gren     | 100 m | LJ   | SP    | HJ   | 400 m | 110H  | DT    | PV   | JT    | 1500 m  | Final | Placering |
| --------------- | -------- | ----- | ---- | ----- | ---- | ----- | ----- | ----- | ---- | ----- | ------- | ----- | --------- |
| Siegfried Stark | Resultat | 11.35 | 6.98 | 15.08 | 1.91 | 49.14 | 15.65 | 45.48 | 4.65 | 74.18 | 4:24.93 | 8048  | 6         |
| Siegfried Stark | Poäng    | 721   | 816  | 793   | 779  | 847   | 782   | 790   | 969  | 926   | 625     | 8048  | 6         |

## Fäktning
Herrarnas florett
- Klaus Haertter

## Handboll
Damer
| Nr | Lag           | S | V | O | F | GM | IM  | MS  | P  |
| -- | ------------- | - | - | - | - | -- | --- | --- | -- |
| 1  | Sovjetunionen | 5 | 5 | 0 | 0 | 92 | 40  | +52 | 15 |
| 2  | Östtyskland   | 5 | 3 | 1 | 1 | 89 | 47  | +42 | 10 |
| 3  | Ungern        | 5 | 3 | 1 | 1 | 85 | 55  | +30 | 10 |
| 4  | Rumänien      | 5 | 2 | 0 | 3 | 73 | 83  | −10 | 6  |
| 5  | Japan         | 5 | 1 | 0 | 4 | 72 | 115 | −43 | 3  |
| 6  | Kanada        | 5 | 0 | 0 | 5 | 35 | 106 | −71 | 0  |

| Hemma \ Borta | Sovjetunionen | Östtyskland | Ungern | Rumänien | Japan | Turkiet |
| Sovjetunionen | —             | 14-11       | 12-9   | 14-8     | 31-9  | 21-3    |
| Östtyskland   | 11-14         | —           | 7-7    | 18-12    | 24-10 | 29-4    |
| Ungern        | 9-12          | 7-7         | —      | 20-15    | 25-18 | 24-3    |
| Rumänien      | 8-14          | 12-18       | 15-20  | —        | 21-20 | 18-11   |
| Japan         | 9-31          | 10-24       | 18-25  | 20-21    | —     | 15-14   |
| Kanada        | 3-21          | 4-29        | 3-24   | 11-17    | 14-15 | —       |

Medaljörer
- Gabriele Badorek -
- Hannelore Burosch -
- Roswitha Krause -
- Waltraud Kretzschmar -
- Evelyn Matz -
- Liane Michaelis -
- Eva Paskuy -
- Kristina Richter -
- Christina Rost -
- Silvia Siefert -
- Marion Tietz -
- Petra Uhlig -
- Christina Voß -
- Hannelore Zober -

## Kanotsport
Kanadensare:
| Kanotist                      | Gren                 | Heat    | Heat      | Semifinal | Semifinal | Final            | Final            |
| Kanotist                      | Gren                 | Tid     | Placering | Tid       | Placering | Tid              | Placering        |
| ----------------------------- | -------------------- | ------- | --------- | --------- | --------- | ---------------- | ---------------- |
| Wilfried Stephan              | Herrarnas C1 500 m   | 2:09.32 | 1 Q       | 2:07.00   | 1 Q       | 2:00.54          | 5                |
| Wilfried Stephan              | Herrarnas C1 1 000 m | 4:25.23 | 2 Q       | 4:18.99   | 3 Q       | 4:22.43          | 7                |
| Detlef Bothe Hans-Jürgen Tode | Herrarnas C2 500 m   | 1:59.39 | 4         | 1:53.85   | 4         | Gick inte vidare | Gick inte vidare |
| Detlef Bothe Hans-Jürgen Tode | Herrarnas C2 1 000 m | 3:55.73 | 3 Q       | 3:58.26   | 2 Q       | 4:00.37          | 5                |

Kajak:
| Kanotist                                                        | Gren                | Heat    | Heat      | Semifinal | Semifinal | Final   | Final     |
| Kanotist                                                        | Gren                | Tid     | Placering | Tid       | Placering | Tid     | Placering |
| --------------------------------------------------------------- | ------------------- | ------- | --------- | --------- | --------- | ------- | --------- |
| Carola Zirzow                                                   | Damernas K1 500 m   | 2:12.54 | 2 Q       | 2:04.21   | 1 Q       | 2:01.05 | 1         |
| Bärbel Köster Carola Zirzow                                     | Damernas K2 500 m   | 1:52.97 | 1 Q       | 1:50.56   | 1 Q       | 1:51.81 | 3         |
| Rüdiger Helm                                                    | Herrarnas K1 500 m  | 1:56.06 | 1 Q       | 1:53.21   | 2 Q       | 1:48.30 | 3         |
| Rüdiger Helm                                                    | Herrarnas K1 1000 m | 3:53.41 | 1 Q       | 3:47.82   | 2 Q       | 3:48.20 | 1         |
| Bernd Olbricht Joachim Mattern                                  | Herrarnas K2 500 m  | 1:40.14 | 1 Q       | 1:39.06   | 1 Q       | 1:35.87 | 1         |
| Bernd Olbricht Joachim Mattern                                  | Herrarnas K2 1000 m | 3:31.94 | 1 Q       | 3:32.58   | 1 Q       | 3:29.33 | 2         |
| Frank-Peter Bischof Bernd Duvigneau Rüdiger Helm Jürgen Lehnert | Herrarnas K4 1000 m | 3:06.75 | 1 Q       | 3:10.84   | 1 Q       | 3:10.76 | 3         |

## Simhopp
Sju deltagare representerade Östtyskland i simhoppet, de deltog i alla fyra grenarna.
Damernas 3 m
- Christa Köhler
  - Kval - 441.90 poäng (6:e plats)
  - Final - 469.41 poäng ( Silver)
- Heidi Ramlow
  - Kval - 445.08 poäng (5:e plats)
  - Final - 462.15 poäng (4:e plats)
- Karin Guthke
  - Kval - 441.03 poäng (7:e plats)
  - Final - 459.81 poäng (5:e plats)

Damernas 10 m
- Heidi Ramlow
  - Kval - 362.37 poäng (7:e plats)
  - Final - 365.64 poäng (8:e plats)
- Karin Guthke
  - Kval - 339.00 poäng (11:e plats)
  - Final - gick inte vidare
- Kerstin Krause
  - Kval - 305.46 poäng (21:a plats)
  - Final - gick inte vidare

Herrarnas 3 m
- Falk Hoffmann
  - Kval - 573.00 poäng (3:e plats)
  - Final - 553.53 poäng (4:e plats)
- Frank Taubert
  - Kval - 493.68 poäng (13:e plats)
  - Final - gick inte vidare
- Dieter Waskow
  - Kval - 491.70 poäng (14:e plats)
  - Final - gick inte vidare

Herrarnas 10 m
- Falk Hoffmann
  - Kval - 513.93 poäng (7:e plats)
  - Final - 531.60 poäng (6:e plats)
- Dieter Waskow
  - Kval - 497.16 poäng (10:e plats)
  - Final - gick inte vidare
- Frank Taubert
  - Kval - 494.85 poäng (11:e plats)
  - Final - gick inte vidare

## Tyngdlyftning
Sju tyngdlyftare i fem viktklasser tävlade för Östtyskland i sommarspelen 1976.
| Tävlande        | Viktklass | Ryck  | Stöt  | Total | Placering |
| --------------- | --------- | ----- | ----- | ----- | --------- |
| Gunter Ambraß   | 67,5 kg   | 125,0 | 170,0 | 295,0 | 4         |
| Peter Wenzel    | 75 kg     | 145,0 | 182,5 | 327,5 | 3         |
| Wolfgang Hübner | 75 kg     | 142,5 | 177,5 | 320,0 | 4         |
| Peter Petzold   | 90 kg     | 152,5 | 192,5 | 345,0 | 5         |
| Jürgen Ciezki   | 110 kg    | 162,5 | 210,0 | 372,5 | 5         |
| Gerd Bonk       | +110 kg   | 170,0 | 235,0 | 405,0 | 2         |
| Helmut Losch    | +110 kg   | 165,0 | 222,5 | 387,5 | 3         |